# James Callis
Pour les articles homonymes, voir Callis.
James Callis né le 4 juin 1971 à Hammersmith, Angleterre, est un acteur anglais. Il est principalement connu pour son rôle du Docteur Gaius Baltar dans la série télévisée Battlestar Galactica. Il est également apparu dans le rôle de Tom dans les quatre opus de la saga Bridget Jones.

## Biographie
James Callis est né le 4 juin 1971 à Hammersmith, Angleterre.
Il est diplômé de la London Academy of Music and Dramatic Art en 1996.

### Vie privée
Il est marié à Neha Callis depuis 1998. Ils ont trois enfants, Joshua Amaan (né en 2003), Sacha (né en 2005) et Anika Jahan Callis (née en 2009).

## Filmographie

### Cinéma

#### Longs métrages
- 2001 : Le Journal de Bridget Jones (Bridget Jones's Diary) de Sharon Maguire : Tom
- 2001 : Beginner's Luck de Nick Cohen et lui-même : Mark Feinman
- 2004 : Bridget Jones : L'Âge de raison (Bridget Jones: The Edge of Reason) de Beeban Kidron : Tom
- 2004 : Dead Cool de David Cohen : Josh
- 2006 : Esther, reine de Perse de Michael O. Sajbel : Haman, le descendant d'Agag
- 2011 : América de Sonia Fritz : Mr Leverett
- 2012 : Reuniting the Rubins de Yoav Factor : Danny Rubins
- 2013 : Coup de froude à Austenland (Austenland) de Jerusha Hess : Colonel Andrews
- 2013 : Un champion en or (Believe) de David Scheinmann : Un homme
- 2015 : Narcopolis de Justin Trefgarne : Todd Ambro
- 2016 : Bridget Jones Baby de Sharon Maguire : Tom
- 2016 : Blood Moon de Kenneth Kokin : Alan
- 2016 : The Hollow de Miles Doleac : Vaughn Killinger
- 2017 : House by the Lake d'Adam Gierasch : Scott
- 2020 : Break Even de Shane Stanley : Zalman
- 2022 : The Bay House de Bo Brinkman : Ryan Brooks
- 2025 : Bridget Jones : Folle de lui (Bridget Jones: Mad About the Boy) de Michael Morris : Tom

#### Courts métrages
- 1997 : Weekend Bird de Nick Cohen et Chris Vincze : Mike
- 1999 : Surety de Nick Cohen : Ben
- 2010 : Meet Pursuit Delange d'Howard Webster : Pursuit
- 2015 : Check, Please! de Camille Brown : Daniel

### Télévision

#### Séries télévisées
- 1996 : Murder Most Horrid : Mark
- 1996 : Soldier Soldier : Major Tim Forrester
- 1997 : A Dance to the Music of Time : Gwinnett
- 1998 : Inspecteur Wexford (The Ruth Rendell Mysteries) : Guy Curran
- 1998 : Heat of the Sun : Superintendant Clive Lanyard
- 1999 : Sex, Chips & Rock n' Roll : Le Loup
- 1999 : The Scarlet Pimpernel (en) : Henri
- 2000 : Les Mille et Une Nuits (Arabian Nights) : Prince Ahmed
- 2000 : Jason et les Argonautes (Jason and the Argonauts) : Aspyrtes
- 2001 : Et alors ? (As If) : Sebastian
- 2001 : Victoria et Albert (Victoria and Albert) : Ernest
- 2002 : Sydney Fox, l'aventurière (Relic Hunter) : Raoul
- 2003 : Battlestar Galactica : Dr Gaïus Baltar
- 2003 : Blue Dove : Dominic Pasco
- 2003 - 2009 : Battlestar Galactica : Dr Gaïus Baltar
- 2008 : Late Show with David Letterman : Gaïus Baltar
- 2009 : Numb3rs : Mason Duryea
- 2010 : Flashforward : Gabriel McDow
- 2010 - 2012 : Eureka : Docteur Trevor Grant / Trent Rockwell
- 2011 : Merlin : Julius Borden
- 2012 : Inspecteur Barnaby (Midsomer Murders) : Julian DeQuetteville
- 2012 : DCI Banks : Owen Pierce
- 2012 : Portlandia : James Callis
- 2013 : Arrow : Dodger
- 2013 : Key and Peele : Shakespeare
- 2013 - 2014 : Les Experts : John Merchiston
- 2014 : Matador : Lucien Sayer
- 2014 : Caper : Doc English
- 2014 - 2016 : The Musketeers : Emile Bonnaire
- 2015 : Rick et Morty : Pat Gueterman / Un livreur (voix)
- 2015 : Gallipoli (en) : Ellis Ashmead-Bartlett
- 2015 : A.D. The Bible Continues : Antipas
- 2015 : Brooklyn Animal Control : Theo
- 2017 - 2018 : 12 Monkeys : The witness/Athan
- 2017 - 2021 : Castlevania : Adrian Tepes / Alucard (voix)
- 2019 : Blood & Treasure : Simon Hardwick
- 2020 : MacGyver : Le Marchand / Clive
- 2022 : Star Trek: Picard : Maurice Picard, le père de Jean-Luc Picard
- 2023 : Castlevania : Nocturne : Adrian Tepes / Alucard (voix)
- 2024 : Slow Horses : Claude Wheelan

#### Téléfilms
- 2003 : Hélène de Troie (Helen of Troy) de John Kent Harrison : Menelaus
- 2007 : Battlestar Galactica: Razor de Félix Enríquez Alcalá : Dr Gaïus Baltar
- 2009 : Merlin et le livre des sorts (Merlin and the Book of Beasts) de Warren P. Sonoda : Merlin
- 2011 : 17th Precinct de Michael Rymer : John Bosson
- 2017 : Il était une fois une rencontre (Once Upon a Date) de Lee Friedlander : Ed Holland
- 2019 : Kevin Hart's Guide to Black History de Tom Stern : Président Lincoln / Un capitaine confédéré

## Distinctions
- 2006 : Saturn Award du meilleur acteur secondaire à la télévision pour Battlestar Galactica.